# Alekseï Dolgoroukov
Le prince Alekseï Alekseïevitch Dolgoroukov (en russe : Алексей Алексеевич Долгоруков), né le 14 mai 1767, mort le 11 août 1834, était un homme politique russe. Il fut ministre de la Justice du 18 avril 1828 au 20 septembre 1829.